# Етнометодологія
Етнометодоло́гія — термін, введений Гарольдом Гарфінкелем, засновником напрямку. Етнометодологія досліджує організацію повсякденного життя. Метою напрямку є більш глибоке розуміння соціальної дії індивідів. Етнометодологія вивчає дорефлексійні конструкції, якими користуються індивіди, щоб заповнити прогалини в соціальній реальності.
Етнометодологи досліджують, яким чином індивіди на основі знання здорового глузду використовують методи взаємодії один з одним не усвідомлюючи цього. Предметом етнометодології є методи організації повсякденної діяльності, характерні тій чи іншій культурі (етнометоди).
Представники етнометодології займаються теоретичним аналізом та емпіричними дослідженнями «фонових очікувань». За Гарфінкелем, фонові очікування — це природні властивості повсякденного життя, засади практичної дії. Індивіди сприймають та інтерпретують світ завдяки використанню фонових очікувань; в умовах взаємодії індивідів узгоджуються фонові очікування, які впорядковують ситуацію, визначають сенс діяльності індивідів. Фонові очікування безпосередньо не спостерігаються, не усвідомлюються, вони лише маються на увазі.
За Гарфінкелем, на основі здорового глузду індивіди здійснюють рутинні дії, що не завжди ними усвідомлюються та піддаються рефлексії. Соціальний порядок є продуктом спонтанної активності індивідів, вибудовується на основі культурних норм та цінностей самими учасниками соціальної взаємодії. Соціальна структура впливає на свідомість індивіда через фонові очікування.
У повсякденному житті взаємодії індивідів відбуваються в межах певних моделей; учасники взаємодії адаптують до цих моделей свою поведінку, однак існування цих моделей не усвідомлюють. Моделі, на основі яких будуються взаємодії, є первинними, визначають мотиви та цілі взаємодій, індивідами вони сприймаються як належне.
«Гарфінкелінг» — особливий вид соціально-психологічного експериментування, що виник в межах емпіричного вивчення фонових очікувань; його сутність полягає в тому, що в процесі експерименту нормальний розвиток повсякденних взаємодій порушується. Як відповідь на таке порушення виявляються фонові очікування (уявлення про те, якою має бути взаємодія в нормі).
Аналіз результатів експериментів Гарфінкеля відображає наступні висновки:
- фонові очікування як уявлення про структури взаємодії постійно відображаються у ній, не усвідомлюються учасниками цієї взаємодії;
- уявлення існують у формі моральних правил, що регулюються групою;
- уявлення зумовлені цілями взаємодії;
- функції фонових очікувань полягають у типізації та категоризації повсякденних взаємодій, в орієнтації на взаємодію з іншими, виправлення процесу взаємодії у випадку відхилення від її нормального розвитку ;
- фонові очікування пов'язані з моральними наслідками.

## Методи дослідження
Документальний метод.
Полягає у вибірці певних аспектів з множини характеристик, що має певна ситуація, розгляд цих характеристик як свідчень про наявність того чи іншого суспільного зразка. Індивіди у повсякденному житті співвідносять частини зразка для опису ситуації в цілому та осмислення соціальної реальності.
Експерименти з руйнування повсякденних взаємодій як метод вивчення фонових очікувань.
Відбувається свідоме руйнування нормального ходу взаємодій. Фонові очікування можуть бути виявлені завдяки індексації (сенс соціальної взаємодії чи явища витікає з його контексту). Тобто сенс будь-якої соціальної дії можна зрозуміти лише у визначеному локальному контексті. За діями індивідів в локальних контекстах можна проникнути в сенс фонових очікувань, зрозуміти неусвідомлені культурні зразки взаємодії індивідів. Таким чином, індивіди у повсякденному житті завдяки практичній раціональності постійно конструюють та впорядковують соціальний світ.

## Основні дослідницькі напрямки в етнометодології
Дослідження соціальних інститутів. Проводилися з метою визначення, яким чином індивіди виконують свої офіційні завдання та як в цьому процесі ними створюються інститути, в межах яких існують дані завдання. Дослідники прийшли до висновку, що методи організації функціонування ділового світу не відрізняються від соціальних практик повсякденної діяльності.
Аналіз розмов (англ. Conversation analysis, CA). Розмови розглядаються як послідовно впорядковані. Досліджуються структури взаємодії в процесі розмови. Правила розмов використовуються для їх здійснення, а не для їх детермінації.
Основні принципи дослідження розмов:
- збір та аналіз деталей розмов;
- врахування в аналізі найдрібніших деталей розмов як строго впорядкованого виконання;
- розмова має властивості впорядкованості та стабільності, що характеризують виконання індивідів;
- структура розмови — це її послідовна організація.

Розмови виступають як найпоширеніша форма взаємодії, як фундамент інших форм міжособистісних відносин.
У дослідженні розмов можна виділити два види суджень:
- індексичні вислови — вислови, що можуть бути зрозумілими лише в конкретній ситуації, описують унікальне та специфічне;
- об'єктивні вислови — вислови наукового характеру, не прив'язані до певної ситуації.

За Гарфінкелем, етнометодологія вивчає раціональні властивості індексичних висловів та інших практичних дій, що зумовлені певним контекстом.

## Місце етнометодології в системі соціологічного знання
Класична соціологія, з точки зору Гарфінкеля, має обмежені властивості задля дослідження соціальної реальності, нею не можуть бути досліджені характерні повсякденню спонтанні соціальні взаємодії. Предмет та методи етносоціології роблять її «альтернативною соціологією».
Традиційна соціологія, на думку етнометодологів, віддаляється від соціальних реалій, спотворює соціальний світ, оскільки вивчаючи цінності та норми, що зумовлюють соціальні дії, не досліджує, якими методами використовуються ці норми та цінності самими індивідами.
Етнометодологію, теорію обміну, драматургічну теорю об'єднує концентрація уваги на міжособистісних взаємодіях, повсякденному житті, гуманістична спрямованість.